# Санта Ђована-Сант'Ањезе (Ферара)
Санта Ђована-Сант'Ањезе је насеље у Италији у округу Ферара, региону Емилија-Ромања.
Према процени из 2011. у насељу је живело 17 становника. Насеље се налази на надморској висини од 0 м.